# Hanna Schygulla

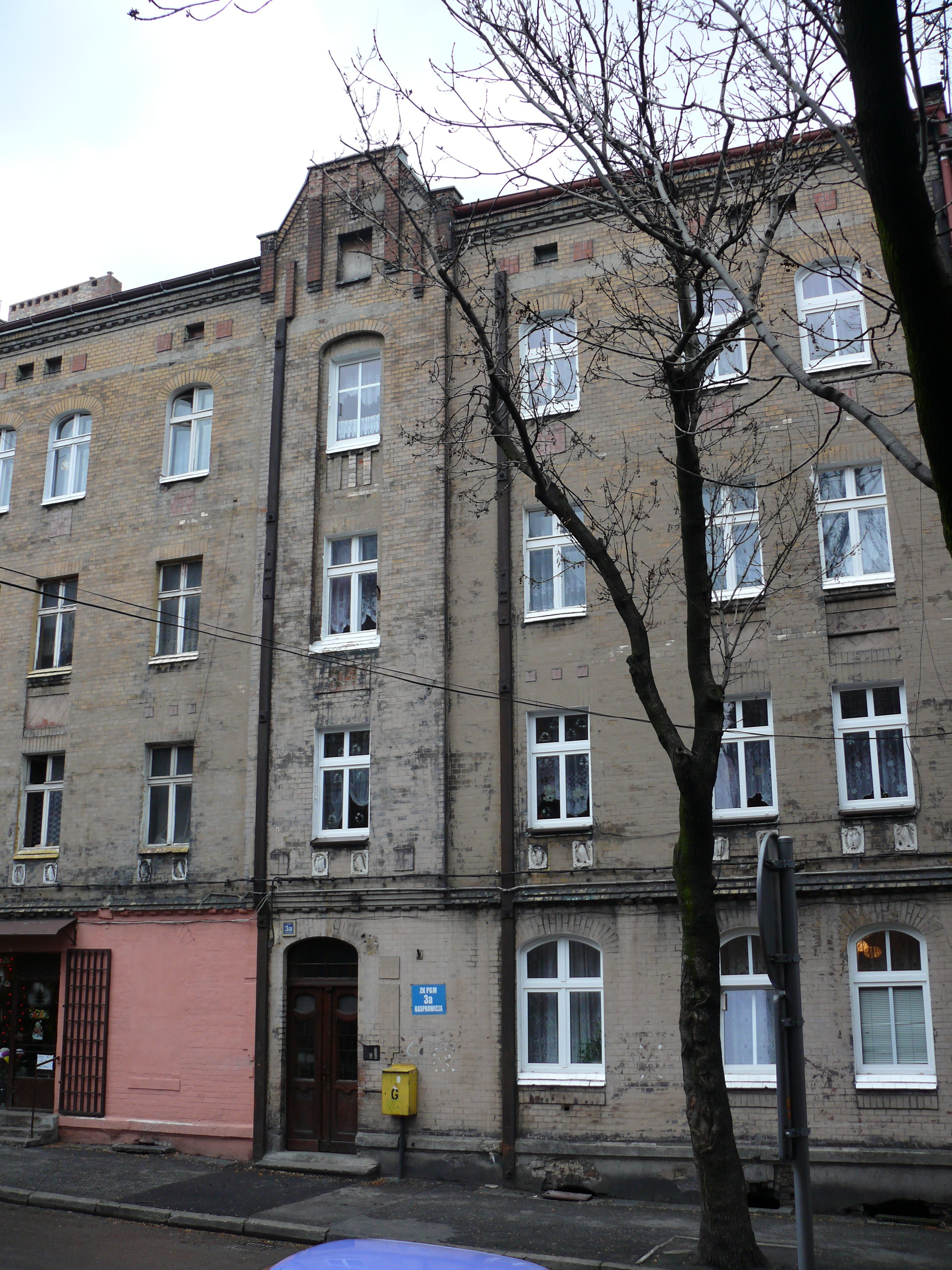
Dom rodzinny Hanny Schygulli w Chorzowie Starym

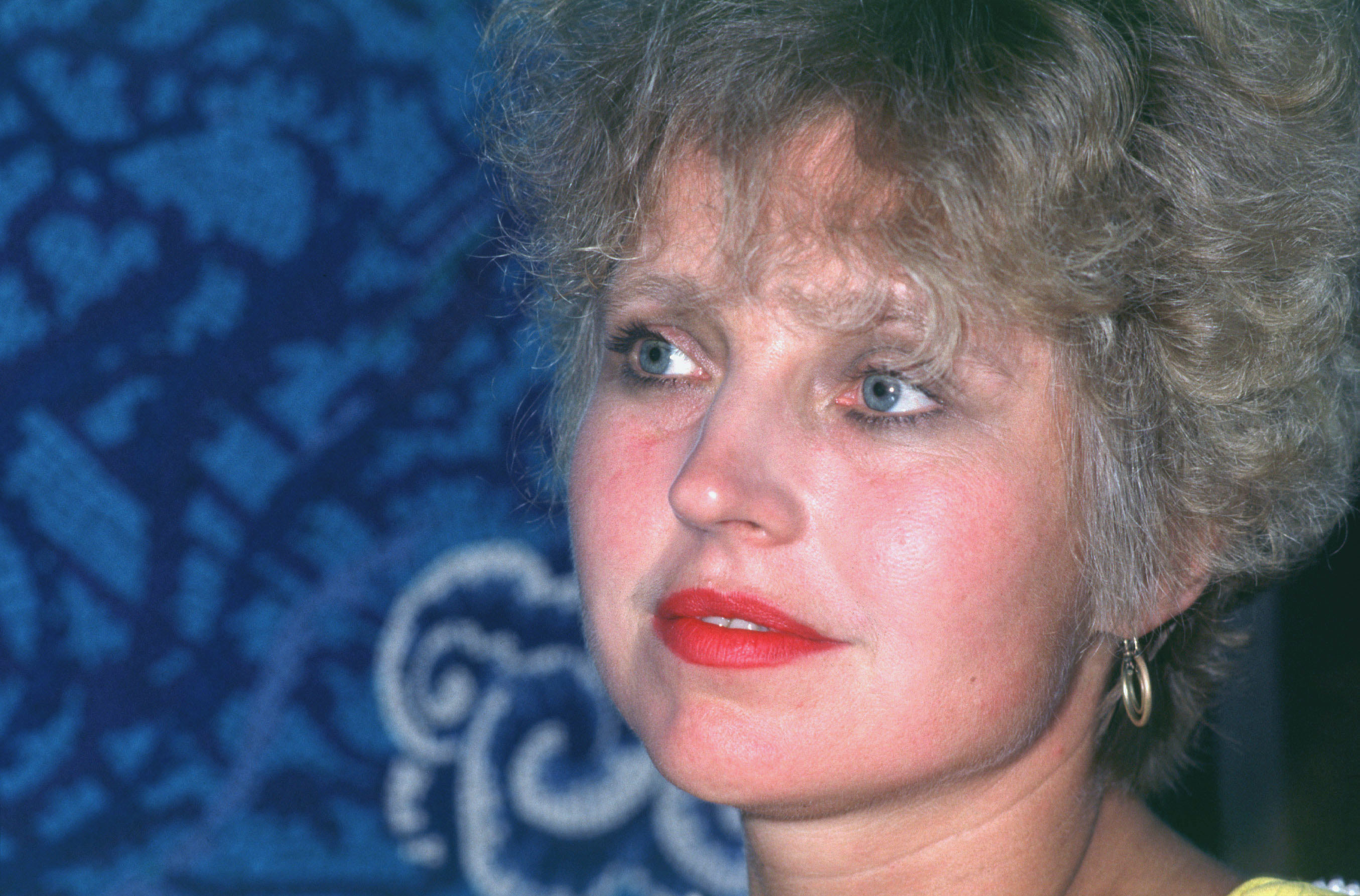
Hanna Schygulla (1982)

Hanna Schygulla (ur. 25 grudnia 1943 w Chorzowie Starym) – niemiecka aktorka filmowa, teatralna i telewizyjna. W 1983 zdobywczyni Złotej Palmy dla najlepszej aktorki na 36. MFF Cannes.

## Życiorys
Urodziła się w górnośląskiej rodzinie Josefa Franza i Antonie Ursuli Schygulla z domu Mzyk, od wielu lat mieszkającej w Chorzowie Starym. Ojciec zajmował się handlem drewnem. 13 lutego 1944 roku została ochrzczona w starochorzowskim kościele pod wezwaniem Marii Magdaleny. Wkrótce ojciec został powołany do Wehrmachtu i pojechał na front. W 1945 (inne źródła: 1946) wyjechała, bądź też została wysiedlona wraz z matką do Niemiec. Około 1948, po powrocie z amerykańskiej niewoli, dołączył do nich ojciec.
Mieszkała z rodziną w Stockdorf koło Monachium. W monachijskim Luisengymnasium uzyskała maturę, następnie przez kilka lat pracowała jako au pair w Paryżu. W 1964 rozpoczęła studia (germanistyka i romanistyka) w Monachium. Uczyła się również aktorstwa. Na przełomie 1966 i 1967 roku spotkała Rainera Wernera Fassbindera – reżysera, enfant terrible kina niemieckiego. Przez wiele lat znajdowała się (obok m.in. Irm Hermann) w ścisłym trzonie jego grupy aktorskiej, brała udział w tworzeniu Antyteatru, wystąpiła w ponad 30 wyreżyserowanych przez niego filmach. Po śmierci Fassbindera grała z powodzeniem w produkcjach włoskich, francuskich i amerykańskich. Od 1981 mieszka w Paryżu.
Jest aktorką śpiewającą – w 1999 roku ukazał się jej album „Hanna Schygulla chante/singt” z piosenkami skomponowanymi przez Jeana-Marie Senia do tekstów m.in. Fassbindera, Kurta Tucholsky’ego i Ericha Mühsama.
Polskę i Chorzów odwiedziła po raz pierwszy, z matką i ciotką, w połowie lat 60. W listopadzie 1998 roku wystąpiła z recitalem w chorzowskim Teatrze Rozrywki oraz odwiedziła dom przy Schlageterstrasse 3b (obecnie ul. Kasprowicza), w którym się urodziła. W połowie października 2014 na zaproszenie władz Chorzowa ponownie gościła w mieście, gdzie z rąk prezydenta odebrała nagrodę specjalną za zasługi w dziedzinie kultury i spotkała się z widzami swoich filmów.
W 2013 roku wydała swoją autobiografię pt. Zbudź się i śnij (Wach auf und träume).

## Filmografia
- 1969 Dzieciorób (Katzelmacher), reż. Rainer Werner Fassbinder
- 1969 Miłość jest zimniejsza niż śmierć (Liebe ist kälter als der Tod), reż. Rainer Werner Fassbinder
- 1970 Bogowie zarazy (Götter der Pest), reż. Rainer Werner Fassbinder
- 1970 Kawiarenka wenecka (Das Kaffeehaus, TV), reż. Rainer Werner Fassbinder
- 1970 Podróż Niklashausera (Die Niklashauser Fart, TV), reż. Rainer Werner Fassbinder
- 1971 Pionierzy z Ingolstadt (Pioniere in Ingolstadt, TV), reż. Rainer Werner Fassbinder
- 1971 Rio das Mortes (TV), reż. Rainer Werner Fassbinder
- 1971 Ostrzeżenie przed świętą dziwką (Warnung vor einer heiligen Nutte), reż. Rainer Werner Fassbinder
- 1971 Whity, reż. Rainer Werner Fassbinder
- 1972 Osiem godzin nie czyni dnia (Acht Stunden sind kein Tag), reż. Rainer Werner Fassbinder
- 1972 Gorzkie łzy Petry von Kant (Die bitteren Tränen der Petra von Kant), reż. Rainer Werner Fassbinder
- 1972 Bremer Freiheit (TV), reż. Rainer Werner Fassbinder
- 1972 Handlarz czterech pór roku (Der Händler der vier Jahreszeiten), reż. Rainer Werner Fassbinder
- 1973 Zmiana zwierzyny łowczej (Wildwechsel, TV), reż. Rainer Werner Fassbinder
- 1974 Opowieść o Effi Briest (Effi Briest), reż. Rainer Werner Fassbinder
- 1975 Fałszywy ruch (Falsche Bewegung), reż. Wim Wenders
- 1976 Zwierzenia clowna (Ansichten eines Clowns), reż. Vojtěch Jasný
- 1979 Trzecia generacja (Die Dritte Generation), reż. Rainer Werner Fassbinder
- 1979 Małżeństwo Marii Braun (Die Ehe der Maria Braun), reż. Rainer Werner Fassbinder
- 1981 Lili Marleen, reż. Rainer Werner Fassbinder
- 1980 Berlin Alexanderplatz, reż. Rainer Werner Fassbinder
- 1981 Fałszerstwo (Die Fälschung), reż. Volker Schlöndorff
- 1982 Pasja (Passion), reż. Jean-Luc Godard
- 1982 Noc w Varennes (La nuit de Varennes), reż. Ettore Scola
- 1982 Antonieta, reż. Carlos Saura
- 1983 Heller Wahn, reż. Margarethe von Trotta
- 1983 Historia Piery (Storia di Piera), reż. Marco Ferreri
- 1983 Miłość w Niemczech (Eine Liebe in Deutschland), reż. Andrzej Wajda
- 1984 Przyszłość jest kobietą (Il futuro e donna), reż. Marco Ferreri
- 1986 Oddział Delta (The Delta Force), reż. Menahem Golan[2]
- 1987 Twoja na zawsze Lulu (Forever, Lulu), reż. Amos Kollek
- 1988 El verano de la señora Forbes, reż. Jaime Humberto Hermosillo
- 1991 Umrzeć powtórnie (Dead Again), reż. Kenneth Branagh
- 1992 Tragarz puchu, reż. Janusz Kijowski
- 1993 Madame Bäurin, reż. Franz Xaver Bogner
- 1995 Sto i jedna noc (Les cent et une nuits), reż. Agnès Varda
- 1996 Metamorphosis of a Melody, reż. Amos Gitaj
- 1998 Dziewczyna marzeń (La niña de tus ojos), reż. Fernando Trueba
- 2000 Harmonie Werckmeistera (Werckmeister harmóniák), reż. Béla Tarr
- 2004 Hotel Ziemia Obiecana (Promised Land), reż. Amos Gitaj
- 2005 Błękitna granica (Die blaue Grenze), reż. Till Franzen
- 2006 Winterreise, reż. Hans Steinbichler
- 2007 Na krawędzi nieba (Auf der anderen Seite), reż. Fatih Akın
- 2011 Faust, reż. Aleksandr Sokurow
- 2012 Avanti, reż. Emmanuelle Antille
- 2013 Pokaz slajdów (Specimens Slide), reż. Christiaan Bastiaans
- 2014 Quiet Roar, reż. Henrik Hellström
- 2016 Chyba że (Unless), reż. Alan Gilsenan
- 2017 Fortunata, reż. Sergio Castellitto
- 2018 Modlitwa (La prière), reż. Cédric Kahn
- 2019 Tajemnica Henriego Picka (Le mystère Henri Pick), reż. Rémi Bezançon
- 2021 Wszystko poszło dobrze (Tout s’est bien passé), reż. François Ozon
- 2022 Peter von Kant, reż. François Ozon
- 2023 Biedne istoty (Poor Things), reż. Yorgos Lanthimos

## Nagrody
- 1971 Niemiecka Nagroda Filmowa (Złoto) dla najlepszej aktorki za rolę w „Whity”
- 1975 Niemiecka Nagroda Filmowa (Złoto) dla najlepszej aktorki za rolę w „Fałszywym ruchu”
- 1979 Niemiecka Nagroda Filmowa (Złoto) dla najlepszej aktorki za rolę w „Małżeństwie Marii Braun”
- 1979 MFF Berlin (Srebrny Niedźwiedź) za rolę w „Małżeństwie Marii Braun”
- 1983 MFF Cannes, nagroda dla najlepszej aktorki za rolę w „Historii Piery”